# コレーリア・リーグレ
コレーリア・リーグレ(Coreglia Ligure)は、イタリア共和国リグーリア州ジェノヴァ県にある、人口約300人の基礎自治体（コムーネ）。

## 地理

### 位置・広がり

#### 隣接コムーネ
隣接するコムーネは以下の通り。
- チカーニャ
- オレーロ
- ラパッロ
- サン・コロンバーノ・チェルテーノリ
- ゾアーリ

### 地震分類
イタリアの地震リスク階級 (it) では、3 に分類される
。

## 行政

### 分離集落
コレーリア・リーグレには、以下の分離集落（フラツィオーネ）がある。
- Canevale, Coreglia Ligure, Dezerega

## 姉妹都市
- コレリア・アンテルミネッリ、イタリア 2005年